# Ottermeer

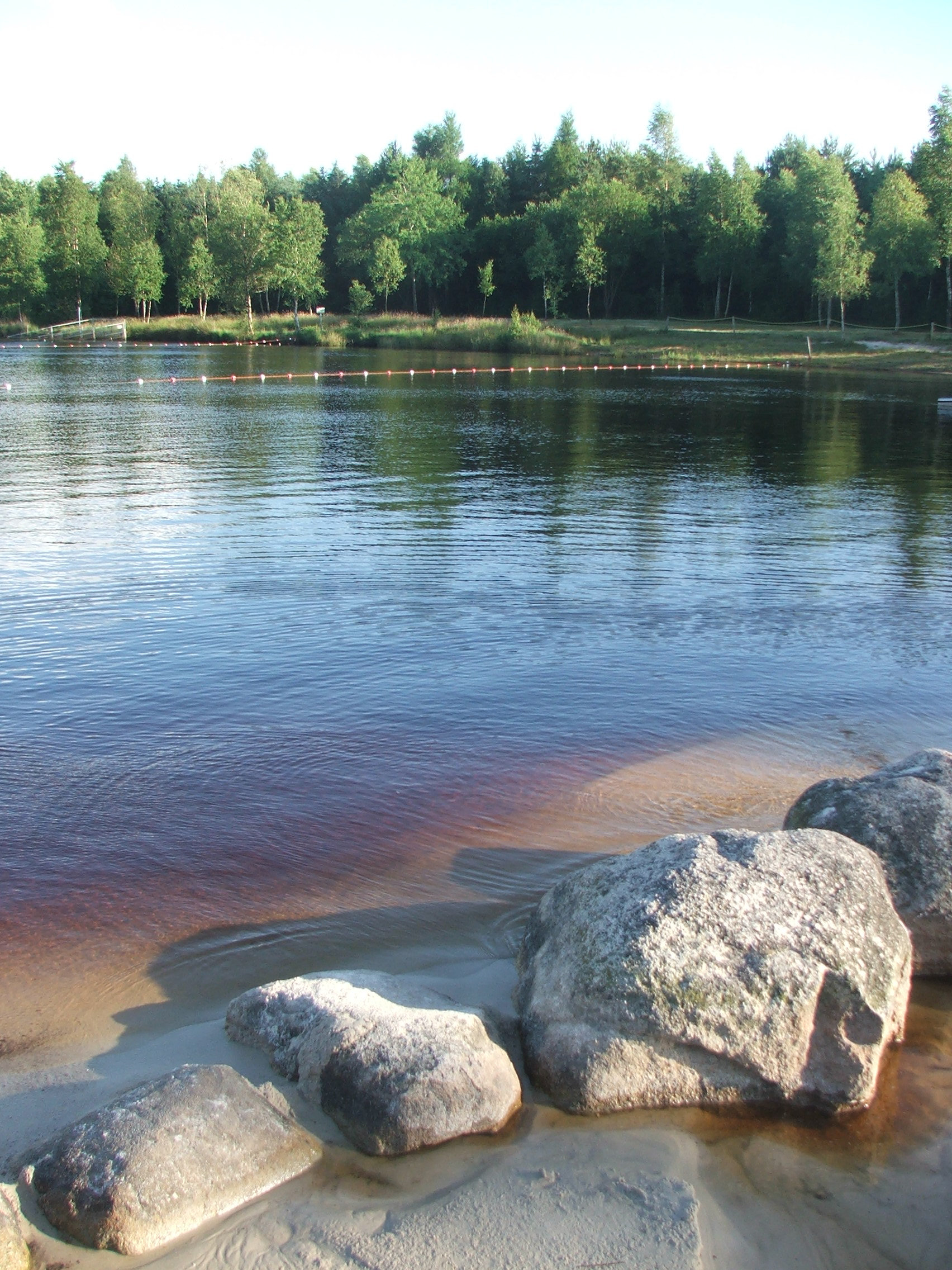
Lac d'Ottermeer à Wiesmoor

L' Ottermeer est un lac artificiel dans la ville de Wiesmoor, de l'arrondissement d'Aurich, en Basse-Saxe.

## Description
L'Ottermeer a une superficie d'environ 13 hectares et une longueur d'environ 770 m du Nord au Sud. Avec une profondeur moyenne de 2 m, ce lac est entouré de tourbières ombrotrophes. Brochets, sandres et anguilles peuplent le plan d'eau. A l'extrémité sud se trouve une petite île.
Ce lac est une base nautique : on trouve une plage de sable sur la rive nord, on peut y faire du surf. Il y a un port de plaisance et des locations de pédalos et de kayaks.
Une fois par an, une course à pied pour amateurs se tient autour du lac. La commune de Wiesmoor a ouvert un camping d'environ 7 hectares à Pâques 2001, sur la berge de ce lac. 
Le plan d'eau a été créé par l'extraction de la tourbe dans les années 1970 par la société Bohlen & Doyen, dont le siège social est à Wiesmoor. À l'origine,  un lac portant le même nom se trouvait au nord-ouest dans l'aire naturelle protégée.